# Чернилья, Гвидо
Гвидо Чернилья (итал. Guido Cerniglia; 3 февраля 1939, Палермо — 14 мая 2020, Рим) — итальянский актёр театра, кино и телевидения, актёр и режиссёр озвучивания, театральный режиссёр
.

## Биография
Родился на Сицилии, где с семнадцати лет посещал театральную школу. В 1957 году переехал в Рим. Работал с многочисленными театральными труппами. С 1967 по 1969 год работал диктором на BBC в Лондоне, после возвращения на родину, начал долгую успешную карьеру в кино и телевидении, но прежде всего в театре.
Играл в хара́ктерных ролях в пьесах Лопе де Вега, Л. Пиранделло, Д. Джакоза, Э. Олби, В. Бранкати, «Карьера Артуро Уи» Б. Брехта, «Трактирщица» К. Гольдони, «Дамский портной» Ж. Фейдо и др.
В 1970-х годах работал актёром озвучивания, в 1980 году присоединился к дубляжной компании SAS, в которой позже стал сначала директором, а затем вице-президентом (2001).
За свою карьеру с 1971 года снялся почти в 50 кино-, телефильмах и сериалах. Играл с такими актёры, как Софи Лорен, Марчелло Мастроянни, Джанкарло Джаннини, Жан-Поль Бельмондо , Альберто Сорди, Нино Манфреди и другими знаменитостями.

## Избранная фильмография
- 1971 — Задержанный в ожидании суда
- 1972 — Мы назовём его Андреа — Артуро Сориани
- 1972 — Игра в карты по-научному — «Доктор»
- 1974 — Стависки… — Лалой
- 1974 — Дорогой мамочке в день рождения — друг Фернандо
- 1974 — Процесс без предварительного следствия —  магистратор
- 1975 — Смерть в полдень
- 1975 — Судья и его палач
- 1975 — Марсельеза (телесериал)
- 1976 — У истоков мафии (телесериал)
- 1977 — По ту сторону добра и зла — гость в доме Мальвиды
- 1977 — Путь героина
- 1978 — Клетка для чудаков — врач
- 1978 — Кровавая стычка между двумя мужчинами
- 1979 — Кровавая вражда —  секретарь муниципалитета
- 1979 — Восточный экспресс
- 1982 — Поймай меня, если сможешь — Пардини, адвокат
- 1987 — Спрут-3 —  комиссар Ди Венанцо
- 1996 — Побег свидетеля